# Явор Константинов
Явор Людмилов Константинов е български поет. Завършва НГДЕК „Константин Кирил Философ“. Завършва специалностите „Сравнително литературознание“ (дипломант на проф. Зоран Константинович) и „Немска филология“ в Инсбрук, Австрия.
Публикува поезия в списание „Ах, Мария“, вестниците „Литературен вестник“ и „Литературен форум“, антологии.
Автор е на стихосбирката „товасамотонякакво“ (2002, изд. „Хейзъл“, София; 2005, ел. изд. „LiterNet“, Варна).